# 불응기

활동전위의 그래프

생리학에서 불응기(refractory period)는 기관 또는 세포가 특정 활동을 반복할 수 없는 기간이다. 보다 정확하게는 흥분 이후 휴식상태로 돌아오면서 연이은 다음 자극에 반응하지 않는 기간이다.

## 활동전위와 불응기
막전위가 최고치로부터 안정치로 되돌아 오는 동안에 세포들은 새로운 활동전위를 생성하지 못한다. 왜냐하면 아주 짧은기간 동안 세포가 재흥분발사에 저항하기 때문이다. 즉 신경세포는 활동전위가 발생되고 난 후 약 0.001초 동안 반응을 하지 않는 불응기란 시기가 있다. 활동 전위가 인접한 지역으로 전파되어 가는 동안 역방향으로 활동 전위가 발생하지 않는 것은 이 불응기가 있기 때문이다. 불응기는 두 단계가 있는데 첫 번째 단계를 절대불응기(absolute refractory period)라 하며, 두 번째 단계를 상대불응기(relative refractory period)라 한다. 절대불응기 동안에는 아무리 강한 자극을 가해도 결코 막전위가 발생되지 않는다. 그러나 상대불응기 동안에는 정상 역치보다 더 강한 자극을 가하면 활동전위가 발생된다. 이것은 이 두 불응기가 일어나는 원인이 다르다는 것을 의미한다. 전압 의존성 Na+ 통로는 한번 열리고 나면 1~2 밀리초 동안에는 높은 전압이 걸려도 다시 열리지 않는다. 이러한 성질은 Na+ 통로에 두 종류의 개폐구가 있기 때문인데, 하나는 활성 개폐구, 또다른 하나를 불활성 개폐구라고 한다. 휴지 상태에서는 Na+ 채널의 활성 개폐구가 닫혀 있고 불활성 개폐구는 열려있는 상태로 있다. 그러다가 세포막이 탈분극되어 역치에 도달하면 활성 개폐구가 먼저 반응하여 Na+ 채널이 열리면 외부의 Na+이 유입된다. 활동 전위가 최대값에 도달하면 이번에는 불활성 개폐구가 닫히면서 Na+의 유입을 차단하게 되는데 활동 전위가 최대값에 도달했을 때부터 1~2 밀리초 이후에 불활성 개폐구가 저절로 열리게 되기까지의 시기가 '절대 불응기'시기이다. 불활성 개폐구가 다시 열리게 되면 반대로 활성 개폐구가 닫히고 다시 활동 전위를 생성할 수 있게 된다. 하지만 이 시기에는 전압 의존성 K+ 통로가 열려 안쪽의 K+이 유출됨으로써 과분극을 유발하여 다시 역치 이상에 도달하기 위해서는 정상보다 더 큰 자극이 필요한데 이 기간이 '상대 불응기'이다. 이런 차이로 인해 이렇게 다른 종류의 불응기가 존재하는 것이다.
불응기는 한 신경원의 흥분빈도의 최고치를 결정하는 데 중요하다. 만약 어떤 한 신경원의 절대불응기가 0.001초라고 한다면, 어떤 자극도 이 신경원에 초당 1,000번 이상 활동전위를 야기시킬 수 없다. 만약 가하는 자극이 더 미약하면 상대불응기 때문에 신경충격 발사빈도는 더욱 낮아질 수 있다. 불응기가 나타나는 시간 간격은 신경원에 따라 차이가 있기 때문에 연구자들은 뇌가 어떻게 행동을 통제하는가를 알아보기 위해 이를 이용한다. 예컨대 어떤 행동을 지배하는 신경원의 불응기가 이 행동과 유사한 다른 행동을 지배하는 신경원의 불응기와 똑같다는 사실을 발견되었다면, 이 두 행동은 동일한 신경원에 의해 통제받을 것으로 예상할 수 있을것이다. 이와는 달리 두 개의 연관된 행동들의 불응기가 서로 다르다면, 이 두 행동들은 각기 상이한 신경원에 의해 지배되는 것으로 생각할 수 있을 것이다.